# Thomas Francken
Thomas Francken (Antverpy, 1574 – Antverpy, 1639–1659) byl vlámský malíř se specializací na obrazy s náboženskou tematikou, portréty a žánrové malby.

## Životopis
Thomas Francken patří do významné vlámské malířské dynastie, rodiny Franckenů. Byl synem Franse Franckena I. a Elisabeth Mertens. V letech 1600 nebo 1601 stal členem antverpského spolku vlámských a holandských umělců cechu svatého Lukáše.
Thomas byl stejně jako jeho bratři Hieronymus, Frans a Ambrosius významným antverpským umělcem 16. a 17. století.

## Franckenovi
|  |  |  |  |  |  |                                    |                                    |                                    |                                    |                                    |                                    |  |  | Nicolaes Francken (1515–1596)   |                                 |                                 |                                 |                                 |                                 |  |  |                                     |                                     |                                     |                                     |                                     |                                     |  |  |                                 |                                 |                                 |                                 |                                 |                                 |  |  |                                         |                                         |                                         |                                         |                                         |                                         |  |  |                                     |                                     |                                     |                                     |                                     |                                     |                                 |                                 |                                 |                                 |  |  |
|  |  |  |  |  |  |                                    |                                    |                                    |                                    |                                    |                                    |  |  |                                 |                                 |                                 |                                 |                                 |                                 |  |  |                                     |                                     |                                     |                                     |                                     |                                     |  |  |                                 |                                 |                                 |                                 |                                 |                                 |  |  |                                         |                                         |                                         |                                         |                                         |                                         |  |  |                                     |                                     |                                     |                                     |                                     |                                     |                                 |                                 |                                 |                                 |  |  |
|  |  |  |  |  |  |                                    |                                    |                                    |                                    |                                    |                                    |  |  |                                 |                                 |                                 |                                 |                                 |                                 |  |  |                                     |                                     |                                     |                                     |                                     |                                     |  |  |                                 |                                 |                                 |                                 |                                 |                                 |  |  |                                         |                                         |                                         |                                         |                                         |                                         |  |  |                                     |                                     |                                     |                                     |                                     |                                     |                                 |                                 |                                 |                                 |  |  |
|  |  |  |  |  |  |                                    |                                    |                                    |                                    |                                    |                                    |  |  |                                 |                                 |                                 |                                 |                                 |                                 |  |  |                                     |                                     |                                     |                                     |                                     |                                     |  |  |                                 |                                 |                                 |                                 |                                 |                                 |  |  |                                         |                                         |                                         |                                         |                                         |                                         |  |  |                                     |                                     |                                     |                                     |                                     |                                     |                                 |                                 |                                 |                                 |  |  |
|  |  |  |  |  |  | Hieronymus Francken I. (1540–1610) | Hieronymus Francken I. (1540–1610) | Hieronymus Francken I. (1540–1610) | Hieronymus Francken I. (1540–1610) | Hieronymus Francken I. (1540–1610) | Hieronymus Francken I. (1540–1610) |  |  | Frans Francken I. (1542–1616)   | Frans Francken I. (1542–1616)   | Frans Francken I. (1542–1616)   | Frans Francken I. (1542–1616)   | Frans Francken I. (1542–1616)   | Frans Francken I. (1542–1616)   |  |  | Ambrosius Francken I. (1544–1618)   | Ambrosius Francken I. (1544–1618)   | Ambrosius Francken I. (1544–1618)   | Ambrosius Francken I. (1544–1618)   | Ambrosius Francken I. (1544–1618)   | Ambrosius Francken I. (1544–1618)   |  |  |                                 |                                 |                                 |                                 |                                 |                                 |  |  |                                         |                                         |                                         |                                         |                                         |                                         |  |  |                                     |                                     |                                     |                                     | (Cornelius Francken)                | (Cornelius Francken)                | (Cornelius Francken)            | (Cornelius Francken)            | (Cornelius Francken)            | (Cornelius Francken)            |  |  |
|  |  |  |  |  |  | Hieronymus Francken I. (1540–1610) | Hieronymus Francken I. (1540–1610) | Hieronymus Francken I. (1540–1610) | Hieronymus Francken I. (1540–1610) | Hieronymus Francken I. (1540–1610) | Hieronymus Francken I. (1540–1610) |  |  | Frans Francken I. (1542–1616)   | Frans Francken I. (1542–1616)   | Frans Francken I. (1542–1616)   | Frans Francken I. (1542–1616)   | Frans Francken I. (1542–1616)   | Frans Francken I. (1542–1616)   |  |  | Ambrosius Francken I. (1544–1618)   | Ambrosius Francken I. (1544–1618)   | Ambrosius Francken I. (1544–1618)   | Ambrosius Francken I. (1544–1618)   | Ambrosius Francken I. (1544–1618)   | Ambrosius Francken I. (1544–1618)   |  |  |                                 |                                 |                                 |                                 |                                 |                                 |  |  |                                         |                                         |                                         |                                         |                                         |                                         |  |  |                                     |                                     |                                     |                                     | (Cornelius Francken)                | (Cornelius Francken)                | (Cornelius Francken)            | (Cornelius Francken)            | (Cornelius Francken)            | (Cornelius Francken)            |  |  |
|  |  |  |  |  |  |                                    |                                    |                                    |                                    |                                    |                                    |  |  |                                 |                                 |                                 |                                 |                                 |                                 |  |  |                                     |                                     |                                     |                                     |                                     |                                     |  |  |                                 |                                 |                                 |                                 |                                 |                                 |  |  |                                         |                                         |                                         |                                         |                                         |                                         |  |  |                                     |                                     |                                     |                                     |                                     |                                     |                                 |                                 |                                 |                                 |  |  |
|  |  |  |  |  |  |                                    |                                    |                                    |                                    |                                    |                                    |  |  |                                 |                                 |                                 |                                 |                                 |                                 |  |  |                                     |                                     |                                     |                                     |                                     |                                     |  |  |                                 |                                 |                                 |                                 |                                 |                                 |  |  |                                         |                                         |                                         |                                         |                                         |                                         |  |  |                                     |                                     |                                     |                                     |                                     |                                     |                                 |                                 |                                 |                                 |  |  |
|  |  |  |  |  |  | Isabella Francken (1628–1664)      | Isabella Francken (1628–1664)      | Isabella Francken (1628–1664)      | Isabella Francken (1628–1664)      | Isabella Francken (1628–1664)      | Isabella Francken (1628–1664)      |  |  | Thomas Francken (1574–kol.1625) | Thomas Francken (1574–kol.1625) | Thomas Francken (1574–kol.1625) | Thomas Francken (1574–kol.1625) | Thomas Francken (1574–kol.1625) | Thomas Francken (1574–kol.1625) |  |  | Hieronymus Francken II. (1578–1623) | Hieronymus Francken II. (1578–1623) | Hieronymus Francken II. (1578–1623) | Hieronymus Francken II. (1578–1623) | Hieronymus Francken II. (1578–1623) | Hieronymus Francken II. (1578–1623) |  |  | Frans Francken II. (1581–1642)  | Frans Francken II. (1581–1642)  | Frans Francken II. (1581–1642)  | Frans Francken II. (1581–1642)  | Frans Francken II. (1581–1642)  | Frans Francken II. (1581–1642)  |  |  | Ambrosius Francken II. (1590–1632)      | Ambrosius Francken II. (1590–1632)      | Ambrosius Francken II. (1590–1632)      | Ambrosius Francken II. (1590–1632)      | Ambrosius Francken II. (1590–1632)      | Ambrosius Francken II. (1590–1632)      |  |  |                                     |                                     |                                     |                                     | Hans Francken (1581–after 1610)     | Hans Francken (1581–after 1610)     | Hans Francken (1581–after 1610) | Hans Francken (1581–after 1610) | Hans Francken (1581–after 1610) | Hans Francken (1581–after 1610) |  |  |
|  |  |  |  |  |  | Isabella Francken (1628–1664)      | Isabella Francken (1628–1664)      | Isabella Francken (1628–1664)      | Isabella Francken (1628–1664)      | Isabella Francken (1628–1664)      | Isabella Francken (1628–1664)      |  |  | Thomas Francken (1574–kol.1625) | Thomas Francken (1574–kol.1625) | Thomas Francken (1574–kol.1625) | Thomas Francken (1574–kol.1625) | Thomas Francken (1574–kol.1625) | Thomas Francken (1574–kol.1625) |  |  | Hieronymus Francken II. (1578–1623) | Hieronymus Francken II. (1578–1623) | Hieronymus Francken II. (1578–1623) | Hieronymus Francken II. (1578–1623) | Hieronymus Francken II. (1578–1623) | Hieronymus Francken II. (1578–1623) |  |  | Frans Francken II. (1581–1642)  | Frans Francken II. (1581–1642)  | Frans Francken II. (1581–1642)  | Frans Francken II. (1581–1642)  | Frans Francken II. (1581–1642)  | Frans Francken II. (1581–1642)  |  |  | Ambrosius Francken II. (1590–1632)      | Ambrosius Francken II. (1590–1632)      | Ambrosius Francken II. (1590–1632)      | Ambrosius Francken II. (1590–1632)      | Ambrosius Francken II. (1590–1632)      | Ambrosius Francken II. (1590–1632)      |  |  |                                     |                                     |                                     |                                     | Hans Francken (1581–after 1610)     | Hans Francken (1581–after 1610)     | Hans Francken (1581–after 1610) | Hans Francken (1581–after 1610) | Hans Francken (1581–after 1610) | Hans Francken (1581–after 1610) |  |  |
|  |  |  |  |  |  |                                    |                                    |                                    |                                    |                                    |                                    |  |  |                                 |                                 |                                 |                                 |                                 |                                 |  |  |                                     |                                     |                                     |                                     |                                     |                                     |  |  |                                 |                                 |                                 |                                 |                                 |                                 |  |  |                                         |                                         |                                         |                                         |                                         |                                         |  |  |                                     |                                     |                                     |                                     |                                     |                                     |                                 |                                 |                                 |                                 |  |  |
|  |  |  |  |  |  |                                    |                                    |                                    |                                    |                                    |                                    |  |  |                                 |                                 |                                 |                                 |                                 |                                 |  |  |                                     |                                     |                                     |                                     |                                     |                                     |  |  |                                 |                                 |                                 |                                 |                                 |                                 |  |  |                                         |                                         |                                         |                                         |                                         |                                         |  |  |                                     |                                     |                                     |                                     |                                     |                                     |                                 |                                 |                                 |                                 |  |  |
|  |  |  |  |  |  |                                    |                                    |                                    |                                    |                                    |                                    |  |  |                                 |                                 |                                 |                                 |                                 |                                 |  |  |                                     |                                     |                                     |                                     |                                     |                                     |  |  | Frans Francken III. (1607–1667) | Frans Francken III. (1607–1667) | Frans Francken III. (1607–1667) | Frans Francken III. (1607–1667) | Frans Francken III. (1607–1667) | Frans Francken III. (1607–1667) |  |  | Hieronymus Francken III. (1611–po 1661) | Hieronymus Francken III. (1611–po 1661) | Hieronymus Francken III. (1611–po 1661) | Hieronymus Francken III. (1611–po 1661) | Hieronymus Francken III. (1611–po 1661) | Hieronymus Francken III. (1611–po 1661) |  |  | Ambrosius Francken III. (1614–1662) | Ambrosius Francken III. (1614–1662) | Ambrosius Francken III. (1614–1662) | Ambrosius Francken III. (1614–1662) | Ambrosius Francken III. (1614–1662) | Ambrosius Francken III. (1614–1662) |                                 |                                 |                                 |                                 |  |  |
|  |  |  |  |  |  |                                    |                                    |                                    |                                    |                                    |                                    |  |  |                                 |                                 |                                 |                                 |                                 |                                 |  |  |                                     |                                     |                                     |                                     |                                     |                                     |  |  | Frans Francken III. (1607–1667) | Frans Francken III. (1607–1667) | Frans Francken III. (1607–1667) | Frans Francken III. (1607–1667) | Frans Francken III. (1607–1667) | Frans Francken III. (1607–1667) |  |  | Hieronymus Francken III. (1611–po 1661) | Hieronymus Francken III. (1611–po 1661) | Hieronymus Francken III. (1611–po 1661) | Hieronymus Francken III. (1611–po 1661) | Hieronymus Francken III. (1611–po 1661) | Hieronymus Francken III. (1611–po 1661) |  |  | Ambrosius Francken III. (1614–1662) | Ambrosius Francken III. (1614–1662) | Ambrosius Francken III. (1614–1662) | Ambrosius Francken III. (1614–1662) | Ambrosius Francken III. (1614–1662) | Ambrosius Francken III. (1614–1662) |                                 |                                 |                                 |                                 |  |  |
|  |  |  |  |  |  |                                    |                                    |                                    |                                    |                                    |                                    |  |  |                                 |                                 |                                 |                                 |                                 |                                 |  |  |                                     |                                     |                                     |                                     |                                     |                                     |  |  |                                 |                                 |                                 |                                 |                                 |                                 |  |  |                                         |                                         |                                         |                                         |                                         |                                         |  |  |                                     |                                     |                                     |                                     |                                     |                                     |                                 |                                 |                                 |                                 |  |  |
|  |  |  |  |  |  |                                    |                                    |                                    |                                    |                                    |                                    |  |  |                                 |                                 |                                 |                                 |                                 |                                 |  |  |                                     |                                     |                                     |                                     |                                     |                                     |  |  |                                 |                                 |                                 |                                 |                                 |                                 |  |  |                                         |                                         |                                         |                                         |                                         |                                         |  |  |                                     |                                     |                                     |                                     |                                     |                                     |                                 |                                 |                                 |                                 |  |  |
|  |  |  |  |  |  |                                    |                                    |                                    |                                    |                                    |                                    |  |  |                                 |                                 |                                 |                                 |                                 |                                 |  |  |                                     |                                     |                                     |                                     |                                     |                                     |  |  |                                 |                                 |                                 |                                 |                                 |                                 |  |  | Constantijn Francken (1661–1717)        |                                         |                                         |                                         |                                         |                                         |  |  |                                     |                                     |                                     |                                     |                                     |                                     |                                 |                                 |                                 |                                 |  |  |
|  |  |  |  |  |  |                                    |                                    |                                    |                                    |                                    |                                    |  |  |                                 |                                 |                                 |                                 |                                 |                                 |  |  |                                     |                                     |                                     |                                     |                                     |                                     |  |  |                                 |                                 |                                 |                                 |                                 |                                 |  |  |                                         |                                         |                                         |                                         |                                         |                                         |  |  |                                     |                                     |                                     |                                     |                                     |                                     |                                 |                                 |                                 |                                 |  |  |